# Sede titolare di Sulci
Sulci (in latino Sulcitana) è una sede titolare della Chiesa cattolica.

## Storia
Le prime tracce della diocesi di Sulci risalgono al 484 quando il vescovo di Sulci (odierna Sant'Antioco), Vitale, partecipò al concilio di Cartagine. Al principio del XIII secolo la sede della diocesi fu trasferita da Sulci a Tratalias. Ed ancora fu traslata da Tratalias a Iglesias da papa Giulio II con la bolla Aequum reputamus del 26 novembre 1503. Tuttavia nel 1514 la diocesi fu unita all'arcidiocesi di Cagliari fino al 18 maggio 1763, quando fu ristabilita con sede a Iglesias.
Dal 1966 Sulci è annoverata tra le sedi vescovili titolari della Chiesa cattolica; dal 17 agosto 2013 l'arcivescovo, titolo personale, titolare è Jean-Marie Speich, nunzio apostolico nei Paesi Bassi.

## Cronotassi dei vescovi titolari
- Karl Heinz Jacoby † (3 maggio 1968 - 29 gennaio 2005 deceduto)
- George Antonysamy (4 agosto 2005 - 21 novembre 2012 nominato arcivescovo di Madras e Mylapore)
- Jean-Marie Speich, dal 17 agosto 2013